# Дилек Имамоглу
Дилек Кая Имамоглу (на турски: Dilek Kaya İmamoğlu) е родена на 18 ноември 1974 г. в Трабзон. Завършила е факултета по туризъм на Истанбулския университет и има магистърска степен по публична администрация. Дилек Имамоглу активно участва в различни проучвания за повишаване на осведомеността на хората с увреждания, правата на жените и образованието на децата.
Омъжва се за Екрем Имамоглу през 1995 г.  Те имат три деца – Мехмет Селим (р. 1997 г.), Семих (р. 2005 г.) и Берен (р. 2011 г.).